# جنگ صدروزه
جنگ صدروزه (یا به اختصار، صد روز) که همچنین به عنوان جنگ ائتلاف هفتم نیز شناخته می‌شود، دوره‌ایست مابین بازگشت ناپلئون از تبعید در جزیره الب به پاریس در ۲۰ مارس ۱۸۱۵ تا برتخت نشستن مجدد بوربون‌ها در ۸ ژوئیه ۱۸۱۵ (دوره ۱۱۱ روزه). این دوره شاهد چند جنگ در قالب ائتلاف هفتم بود از جمله: نبرد واترلو، جنگ ناپل و همچنین چندین نبرد کوچک دیگر. عبارت صد روز اولین بار توسط گاسپار کامت د شابرو، بخشدار پاریس در سخنرانی خوش آمدگویی لوئی هجدهم به پاریس در ۸ ژوئیه استفاده شد.
ناپلئون هنگامی بازگشت که کنگره وین در حال برگزاری نشست بودند. در ۱۳ مارس هفت روز قبل از دستیابی ناپلئون به پاریس قدرت‌های حاضر در کنگره وین او را یک قانون‌شکن معرفی کرده و در ۲۵ مارس امپراتوری اتریش، پادشاهی پروس، امپراتوری روسیه و امپراتوری بریتانیا چهار قدرت بزرگ و اعضای کلیدی ائتلاف هفتم خود را مقید کردند که ۱۵۰۰۰۰ سرباز را برای پایان حکمرانی وی وارد میدان نبرد کنند. این کار صحنه را برای آخرین نبرد از جنگ‌های ناپلئونی، شکست ناپلئون در نبرد واترلو، احیای مجدد پادشاهی فرانسه و تبعید دائمی ناپلئون به جزیره دوردست سنت هلن، جایی که او در می ۱۸۲۱ درگذشت، را مهیا کرد.